# Итикикусикино
Итикикусикино (яп. いちき串木野市 Итикикусикино-си) — город в Японии, находящийся в префектуре Кагосима. Площадь города составляет 112,04 км², население — 29 835 человек (1 августа 2014), плотность населения — 266,29 чел./км².

## Географическое положение
Город расположен на острове Кюсю в префектуре Кагосима региона Кюсю. С ним граничат города Сацумасендай, Хиоки.

## Население
Население города составляет 29 835 человек (1 августа 2014), а плотность — 266,29 чел./км². Изменение численности населения с 1980 по 2005 годы:
| 1980 | 38 377 чел. |  |
| 1985 | 37 878 чел. |  |
| 1990 | 36 790 чел. |  |
| 1995 | 35 534 чел. |  |
| 2000 | 34 266 чел. |  |
| 2005 | 32 993 чел. |  |

## Символика
Деревом города считается сосна, цветком — цветок сакуры.